# Guernea nordenskioldi
Guernea nordenskioldi är en kräftdjursart som först beskrevs av Hansen 1887.  Guernea nordenskioldi ingår i släktet Guernea och familjen Dexaminidae. Inga underarter finns listade i Catalogue of Life.